# Hrvoje Horvat
Hrvoje Horvat, född 22 maj 1946 i Bjelovar i dårvarande SFR Jugoslavien, är en kroatisk-tysk, tidigare jugoslavisk, handbollsspelare (mittnia) och handbollstränare.
Från 1966 till 1976 spelade Hrvoje Horvat 231 landskamper och gjorde 621 mål för Jugoslaviens landslag, vilket är rekord för flest landskamper för Jugoslaviens herrlandslag. Han var med och tog två VM-brons (1970 och 1974) samt OS-guld 1972 i München.

## Privatliv
Horvats dotter Jasenka var gift med handbollsspelaren Iztok Puc fram till hans bortgång 2011. Horvats son med samma namn som han själv, Hrvoje Horvat (född 1977), är även han handbollstränare och tidigare handbollsspelare.

## Klubbar

### Som spelare
- ORK Partizan Bjelovar (–1979)
- TSV Milbertshofen (1979–1980)
- MTSV Schwabing (1980–1983)

### Som tränare
- VfL Gummersbach (1991–1994)
- TV Eitra (1994–1997)
- TV 08 Willstätt (1997–1999)
- MSG Melsungen/Böddiger (2000–2004)
- HSC 2000 Coburg (2005–2009)
- HSC 2000 Coburg (2011–2013)